# Vorstendom Neuchâtel
Het vorstendom Neuchâtel (vroeger Neufchâtel, Duits: Neuenburg) was tot 1848 een soevereine monarchie.

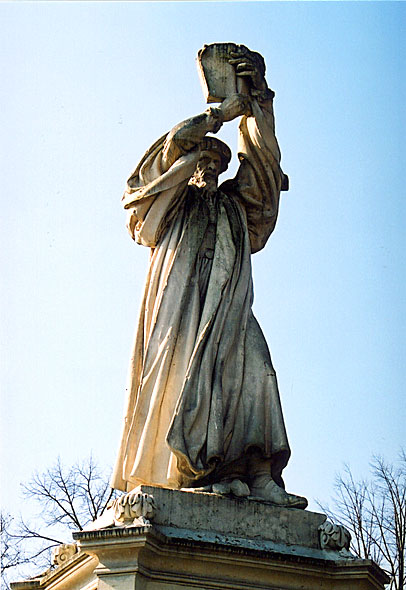
Guillaume Farel

## Etymologie
Neuchâtel wordt als eerste vermelding als Novum Castellum (letterlijk "nieuw kasteel", zie ook castellum) in het testament van Rudolf III, de laatste koning van Bourgondië. In het Middelfrans werd dit Neufchastel, in het Middelhoogduits vertaalde men het als Nüwenburg of Newenburg. In het Frans viel eerst de s en toen de f in de uitspraak en ten slotte ook in de spelling weg, zodat het eerst Neufchâtel en uiteindelijk Neuchâtel werd; in het Duits werd de schrijfwijze ten slotte Neuenburg.

## Ontstaan van het graafschap Neuchâtel (tot 1395)
Tijdens de middeleeuwen werden vele steden en nederzettingen gesticht in Val-de-Ruz en Val-de-Travers, maar ook langs het Meer van Neuchâtel verrezen steden en nederzettingen, met hun karakteristieke 12e- en 13e-eeuwse kastelen en kerken. Sinds de 11e eeuw maakte Neuchâtel, samen met de gelijknamige hoofdstad, deel uit van Bourgondië en kwam daarmee in 1032 bij het Heilige Roomse Rijk.
Sinds ongeveer 1200 noemden de plaatselijke machthebbers zich heer van Neuchâtel. In 1218 vond er een deling plaats: Berchtold kreeg Neuchâtel met de Franstalige gebieden en zijn oom Ulrich III kreeg Nidau met de Duitstalige gebieden. Omdat de grafelijke titel aan de tak te Nidau kwam, zonk Neuchâtel af tot een onbelangrijke heerlijkheid. Tot 1288 was de heerlijkheid nog reichsunmittelbar, maar daarna was het een leen van het vorstendom Chalon en een achterleen van het Heilige Roomse Rijk. De overwinning in een oorlog met de tak te Nidau zorgde ervoor dat de grafelijke waardigheid in 1296 herkregen werd. De band met Chalon veroorzaakte een verschuiving van de expansie van het graafschap van oostelijke naar een meer westelijke richting.

## Huizen Freiburg en Hachberg (1395 tot 1503/43)
In 1373 was het huis van Berchtold uitgestorven. Isabella, de dochter van Lodewijk van Neuchâtel, de laatste graaf, regeerde toen tot haar dood in 1395. Door het huwelijk van haar zuster Verena met graaf Egon VII van Freiburg kwam het graafschap aan hun zoon, Koenraad van Freiburg. Reeds met diens zoon Jan in 1457 was ook deze dynastie ten einde.
Verena en Egon VII hadden ook een dochter, Anna. Anna was gehuwd met Rudolf III van Baden-Hachberg, waardoor dit de nieuwe dynastie werd. Omdat de prins van Chalon de nieuwe graaf niet wilde belenen, kwam er een eind aan de leenband tussen Chalon en Neuchâtel. De laatste van de dynastie Hachberg was Johanna van Neuchâtel, die in 1503 haar vader opvolgde en in 1504 met Lodewijk van Orléans-Longueville huwde.
Van 1512 tot 1529 was het graafschap bezet door de Eedgenoten en werd het bestuurd als een gemeenschappelijke heerlijkheid. Reeds in de jaren daarvoor waren er banden ontstaan met Bern, Fribourg, Solothurn en Luzern. Onder bescherming van het kanton Bern voerde Guillaume Farel in 1530 de Reformatie door. Neuchâtel werd een toevluchtsoord voor vervolgde protestanten. Omstreeks deze periode ontstond de uurwerkindustrie. Na 1529 regeerde Johanna weer.

## Huis Orléans-Longueville (1543-1707)
In 1543 werd Johanna opgevolgd door haar kleinzoon Frans van Orléans-Longueville, waarna deze in 1551 werd opgevolgd door zijn neef Eleonor. Deze noemde zich sinds 1571 comte souverain de Neuchâtel en Suisse. In 1564 breidde hij het graafschap uit met de heerlijkheid Colombier. Onder Hendrik I werd in 1592 het graafschap Valangin van de erfgenamen van dat graafschap gekocht. Sinds 1618 noemden de graven zich prince et seigneur des comtez de Neufchastel et Vallangin.

## Eerste Pruisische periode (1707-1806)

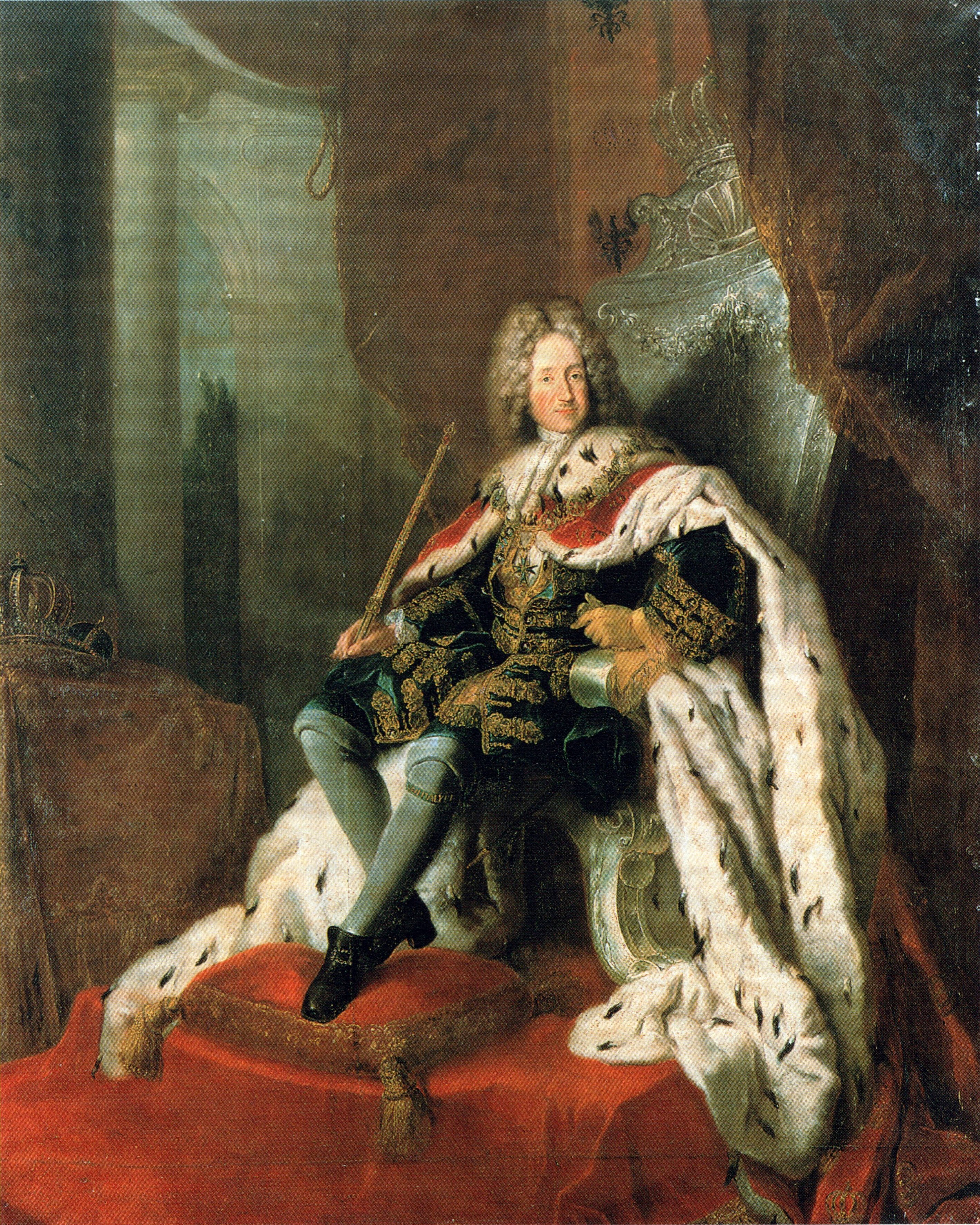
Koning Frederik I van Pruisen, vorst van Neuchâtel 1702-1713

In 1707 overleed Maria van Nemours, de laatste telg uit het huis Orléans-Longueville en werd de koning van Pruisen, Frederik I de nieuwe vorst. De koning was een van de 15 pretendenten en was door de staten van het land verkozen omdat hij sinds 1702 (wederrechtelijk) in de rechten van koning-stadhouder Willem III, prins van Oranje, getreden was. Daarmee trad hij ook in de rechten van het huis Chalon, dat de leenheerschappij over het graafschap tot 1457 uitoefende. Belangrijker was de handhaving van de godsdienstvrijheid. Kort daarvoor was in Frankrijk de onderdrukking van de protestanten begonnen en de staten wilden geen vorst die onder invloed van Frankrijk stond. Frankrijk nam de zaak hoog op en het liep bijna op een oorlog uit. In de Vrede van Utrecht werd de successie door de Pruisische koningen erkend.
Voortaan waren de koningen van Pruisen prins of vorst van Neuchâtel. Het bestuurlijk centrum van de Pruisische koning was het kasteel Valangin. Gedurende de 18e eeuw heersten er epidemieën als de pest in heel Europa, waaronder ook in Neuchâtel. Velen verlieten het prinsdom en vestigden zich in Pruisen. Door de pest werd de bevolking van Neuchâtel gehalveerd.
In 1774 presenteerden de gebroeders Jacquet-Droz een nieuw uurwerk, de automaat. De Verlichting en de Franse Revolutie lieten Neuchâtel niet onberoerd. In 1792 verklaarde Neuchâtel zich als "hoofdzakelijk" Zwitsers en stelde zij onder bescherming van het Eedgenootschap. De banden met Pruisen werden echter niet verbroken. In 1794 werd de stad La Chaux-de-Fonds bijna volledig in de as gelegd door een grote brand. In het nieuwe stadsontwerp stond een stad met brandwerende huizen en gebouwen centraal.

## Napoleontische periode (1806-1813)

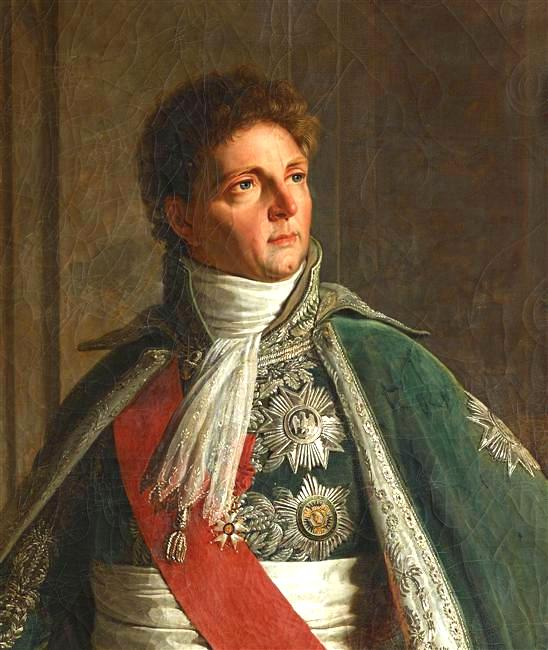
Berthier, vorst van Neuchâtel van 1806 tot 1813.

Gedurende de napoleontische tijd werd Zwitserland, en dus ook Neuchâtel, in 1798 door Franse revolutionaire troepen bezet. Op 15 december 1805 werd een verdrag te Wenen gesloten tussen Frankrijk en Pruisen, waarin Pruisen o.a. het vorstendom Neuchâtel overdroeg aan Frankrijk. De koning heeft dit verdrag echter niet geratificeerd. Op 30 maart 1806 verhief Napoleon per decreet zijn veldmaarschalk Louis Alexandre Berthier tot prince et duc de Neuchâtel met alle soevereine rechten zoals de koning van Pruisen die had. In hetzelfde decreet werd ook zijn onderdanigheid aan Frankrijk vastgelegd, dus in hoeverre het vorstendom nu wel of niet soeverein was, werd niet duidelijk.

## Tweede Pruisische periode (1813-1848)

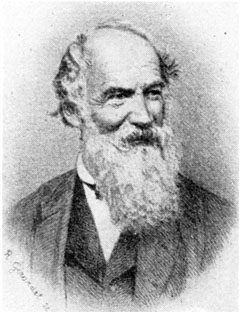
Phillippe Suchard

In 1813 werden de Fransen door geallieerde troepen uit Neuchâtel verdreven. Koning Frederik Willem III van Pruisen deed direct aanspraak op het vorstendom. In 1814 werd de Pruisische koning opnieuw vorst van Neuchâtel. De inmiddels werkeloze militairen van het vorstendom konden toetreden tot het nieuw geformeerde Garde-Schützen Bataillon. Deze militaire eenheid zou tot 1918 te Berlijn de traditionele band tussen Pruisen en het vorstendom symboliseren.
Het Congres van Wenen (1815) bevestigde Frederik Willem III als vorst. Tevens werd bepaald dat Neuchâtel zowel een Zwitsers kanton werd, alsook een vorstendom in personele unie met het koninkrijk Pruisen.
In 1826 begon de chocolatier Philippe Suchard zijn eerste chocoladefabriek in Serrières en legde hiermee het fundament voor de Suchardfabrieken die het bekende merk "Suchard" produceerden. In 1833 brandde de stad Le Locle volledig af. Le Locle werd nadien naar het voorbeeld van La Chaux-de-Fonds herbouwd.
In 1834 werd in de stad Neuchâtel de eerste academie geopend. In 1843 werd de eerste Synagoge in La Chaux-de-Fonds geopend. Het steeds terugkerende probleem van wateroverlast in de stad Neuchâtel werd na 1839 flink aangepakt. Er werden buizen en kanaaltjes aangelegd om het water weg te leiden.

## Einde van het vorstendom

### Revolutie van Neuchâtel (1848)

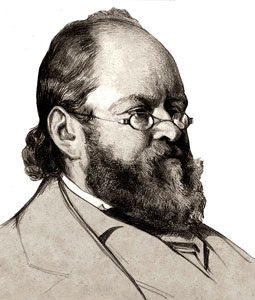
Alexis-Marie Piaget

Na 1814 ontstond er onder de bevolking een krachtig republikeins-liberale beweging die verdere democratisering en beëindiging van de personele unie met Pruisen nastreefde. Deze beweging stond onder leiding van Fritz Courvoisier, Ami Girard, Alexis-Marie Piaget en andere jonge revolutionairen. Opstanden in september en december 1831 werden neergeslagen en de Pruisische gouverneur Ernst von Pfuel wist tot 1848 de orde te handhaven. Op 1 maart 1848 kwam de bevolking van Neuchâtel, onder leiding van republikeinen uit Le Locle en La Chaux-de-Fonds, in opstand tegen de Pruisische vorst. De bergbewoners sloten zich snel aan bij de revolutionairen en men nam de burcht van Valangin, zetel van de Pruisische vorst, in. Het volk marcheerde gezamenlijk richting Neuchâtel, dat nu bedreigd werd. Het stadsbestuur droeg daarop het bestuur over aan de revolutionairen en op 2 maart werd Alexis-Marie Piaget president van de voorlopige regering. Op 30 april kreeg Neuchâtel een nieuwe grondwet, voortaan heette Neuchâtel République et Canton de Neuchâtel. De koning van Pruisen legde zich niet bij de nieuwe situatie neer en de gezantenconferentie in Londen beschouwde zijn protest als legitiem, maar kon niets voor hem doen.

### Neuchâtelcrisis (1856-1857)

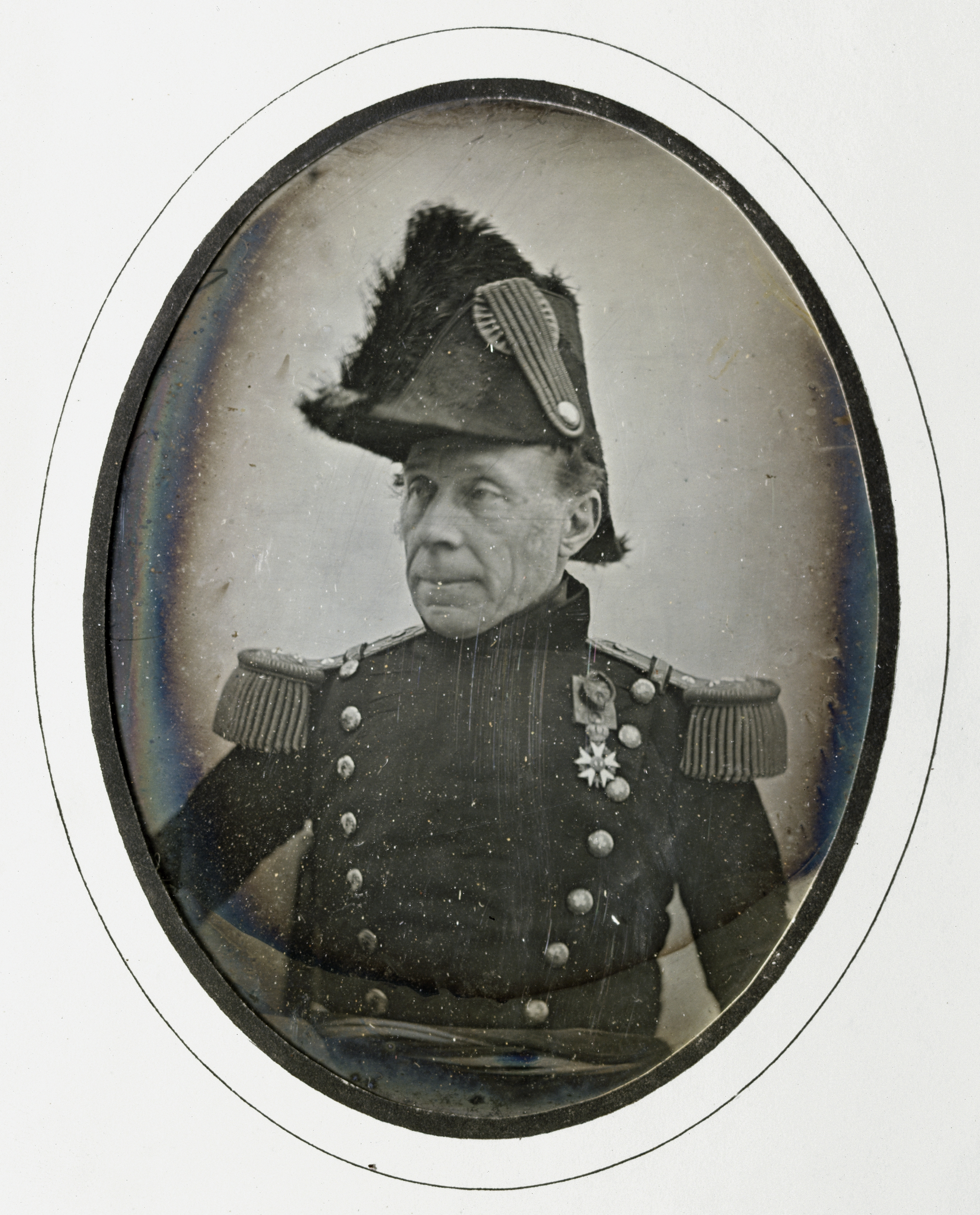
Generaal Henri Dufour

In 1856 ondernamen royalistische aanhangers van de Pruisische koning een putsch, die echter werd neergeslagen door republikeinsgezinden onder leiding van Ami Girard en Fritz Courvoisier. De Zwitserse federale Bondsraad stuurde daarop militairen naar Neuchâtel. Dit leidde tot een woedende reactie bij de Pruisische koning Frederik Willem IV, die zich nog steeds als vorst van Neuchâtel beschouwde. De koning dreigde met militair ingrijpen, maar dit werd dankzij bemiddeling van keizer Napoleon III van Frankrijk en generaal Henri Dufour afgewend. Het Verdrag van Parijs van 1857) werd gesloten. De koning van Pruisen zag af van zijn aanspraken op Neuchâtel, maar mocht wel de titel vorst van Neuchâtel blijven voeren. De Zwitsers erkenden deze titel echter niet. De rebellen die aan de putsch deelnamen, verkregen amnestie. De volgende Pruisische koning, Wilhelm I, zag geheel af van de titel.

### Geschiedenis na 1848
De geschiedenis van het kanton Neuchâtel na 1848 wordt beschreven in het artikel Geschiedenis van Neuchâtel (kanton).